# Полимський
Полимський (пол. Poliński) — річка  в Україні, у Надвірнянському й Коломийському районах Івано-Франківської області. Ліва притока  Ворони, (басейн Дністра).

## Опис
Довжина річки 23 км, похил річки 5,4 м/км, площа басейну водозбору 24,8 км², найкоротша відстань між витоком і гирлом — 17,77км, коефіцієнт звивистості річки — 1,29.

## Розташування
Бере початок на південно-східній стороні від села Лісної Тарновиці, в урочищі Мочар. Тече переважно на північний схід і в селі Ворона впадає у річку Ворону, праву притоку Бистриці. 
Населені пункти вздовж берегової смуги: Гаврилівка.